# Трећа лига Црне Горе у фудбалу 2021/22 — Сјевер
Трећа лига Црне Горе у фудбалу 2021/22 — Сјевер, било је 16 такмичење у оквиру Треће лиге организовано од стране фудбалског савеза Црне Горе од оснивања 2006. и треће такмичење организовано након реорганизације Сјеверне регије у Удружење клубова Сјевер. То је једна од три регије трећег степена такмичења у Црној Гори у сезони 2021/22. поред регија Центар и Југ.
Првак регије Сјевер за сезону 2020/21. — Петњица, завршила је на последњем мјесту у баражу против побједника регије Југ — Цетиња и побједника регије Центар — ОФК Младости ДГ и остала је у регији Сјевер за сезону 2021/22, док је из Друге лиге у трећу лигу Сјевер испао Ибар.
У лиги је учествовало осам клубова, играло се трокружним бод системом, свако са сваким кући и на страни по једном, док су се домаћини за трећи круг одређивали на основу позиција на табели. Првак регије, на крају сезоне је играо у баражу са првацима друге двије регије, гдје је свако са сваким играо по једну утакмицу, домаћини су одлучени жријебом, а двије најбоље екипе обезбиједиле су пласман у Другу лигу.
Титулу је освојио Ибар, десет бодова испред Брскова, док је у баражу изгубио обје утакмице и остао је у Трећој лиги Сјевер за сезону 2022/23.

## Клубови у сезони 2021/22.
| Клуб      | Мјесто      | Стадион            | Капацитет | Позиција у сезони 2020/21. |
| --------- | ----------- | ------------------ | --------- | -------------------------- |
| Брсково   | Мојковац    | Стадион ФК Брсково | 1.000     | 6                          |
| Гусиње    | Гусиње      | Градски стадион    | 3.000     | 5                          |
| Ибар      | Рожаје      | Банџово брдо       | 2.500     | 9 у Другој лиги            |
| Комови    | Андријевица | Стадион Прљаније   | 1.000     | 7                          |
| ОФК Борац | Бијело Поље | Градски стадион    | 4.000     | 2                          |
| Петњица   | Петњица     | Стадион Гусаре     | 1.000     | 1                          |
| Пљевља    | Пљевља      | Градски стадион    | 10.000    | 4                          |
| Полимље   | Мурино      | Стадион у Мурину   | 100       | 3                          |

## Резултати

### Први и други круг
Домаћини су наведени у лијевој колони
|    | Екипа     | 1     | 2      | 3     | 4     | 5     | 6     | 7     | 8     |
| -- | --------- | ----- | ------ | ----- | ----- | ----- | ----- | ----- | ----- |
| 1. | Брсково   | XXX   | 4 : 1  | 5 : 2 | 3 : 0 | 1 : 0 | 5 : 1 | 2 : 1 | 3 : 1 |
| 2. | Гусиње    | 0 : 1 | XXX    | 0 : 4 | 1 : 4 | 1 : 6 | 3 : 0 | 1 : 0 | 1 : 4 |
| 3. | Ибар      | 3 : 0 | 10 : 0 | XXX   | 4 : 1 | 2 : 0 | 6 : 1 | 2 : 1 | 6 : 0 |
| 4. | Комови    | 1 : 0 | 2 : 1  | 3 : 3 | XXX   | 3 : 0 | 3 : 1 | 0 : 1 | 2 : 1 |
| 5. | ОФК Борац | 2 : 3 | 8 : 1  | 0 : 1 | 2 : 1 | XXX   | 7 : 3 | 3 : 1 | 3 : 1 |
| 6. | Петњица   | 0 : 2 | 2 : 3  | 1 : 5 | 2 : 4 | 2 : 2 | XXX   | 1 : 7 | 6 : 1 |
| 7. | Пљевља    | 1 : 2 | 3 : 0  | 1 : 2 | 0 : 0 | 3 : 2 | 5 : 0 | XXX   | 4 : 0 |
| 8. | Полимље   | 5 : 2 | 2 : 0  | 2 : 3 | 3 : 0 | 3 : 1 | 3 : 2 | 4 : 1 | XXX   |

### Трећи круг
Домаћини су наведени у лијевој колони.
|    | Екипа     | 1     | 2     | 3     | 4     | 5     | 6     | 7     | 8      |
| -- | --------- | ----- | ----- | ----- | ----- | ----- | ----- | ----- | ------ |
| 1. | Брсково   | XXX   | 7 : 1 |       | 0 : 3 | 3 : 4 | 3 : 1 |       |        |
| 2. | Гусиње    |       | XXX   | 1 : 5 | 1 : 2 | 1 : 0 |       |       |        |
| 3. | Ибар      | 7 : 1 |       |       |       |       | 2 : 1 | 3 : 0 | 3 : 0  |
| 4. | Комови    |       |       | 3 : 2 | XXX   |       | 1 : 0 | 0 : 2 | 4 : 2  |
| 5. | ОФК Борац |       |       | 1 : 1 | 2 : 3 | XXX   |       | 2 : 0 |        |
| 6. | Петњица   |       | 3 : 1 |       |       | 4 : 3 | XXX   | 2 : 2 |        |
| 7. | Пљевља    | 0 : 2 | 6 : 1 |       |       |       |       | XXX   | 10 : 2 |
| 8. | Полимље   | 1 : 1 | 4 : 2 |       |       | 2 : 5 | 2 : 1 |       | XXX    |

## Резултати по колима
| 1. коло, 4—6. 9. 2021. |       |
| Гусиње - ОФК Борац     | 1 : 6 |
| Брсково - Комови       | 4 : 0 |
| Петњица - Полимље      | 6 : 1 |
| Пљевља - Ибар          | 1 : 2 |

| 2. коло, 12—13. 9. 2021. |       |
| Ибар - Комови            | 4 : 1 |
| Полимље - Гусиње         | 2 : 0 |
| ОФК Борац - Брсково      | 2 : 3 |
| Пљевља - Петњица         | 5 : 0 |

| 3. коло, 19—20. 9. 2021. |       |
| Брсково - Полимље        | 3 : 1 |
| Комови - ОФК Борац       | 3 : 0 |
| Петњица - Ибар           | 1 : 5 |
| Гусиње - Пљевља          | 1 : 0 |

| 4. коло, 26—28. 9. 2021. |       |
| Ибар - ОФК Борац         | 2 : 0 |
| Полимље - Комови         | 3 : 0 |
| Петњица - Гусиње         | 2 : 3 |
| Пљевља - Брсково         | 1 : 2 |

| 5. коло, 2—4. 10. 2021. |                       |
| Брсково - Петњица       | 5 : 1                 |
| Комови - Пљевља         | 0 : 1                 |
| ОФК Борац - Полимље     | 3 : 1                 |
| Гусиње - Ибар           | 0 : 4 (20. 10. 2021.) |

| 6. коло, 9—11. 10. 2021. |       |
| Ибар - Полимље           | 6 : 0 |
| Гусиње - Брсково         | 0 : 1 |
| Пљевља - ОФК Борац       | 3 : 2 |
| Петњица - Комови         | 2 : 4 |

| 7. коло, 17—18. 10. 2021. |                       |
| Брсково - Ибар            | 5 : 2                 |
| Комови - Гусиње           | 2 : 1                 |
| ОФК Борац - Петњица       | 7 : 3                 |
| Полимље - Пљевља          | 4 : 1 (28. 11. 2021.) |

| 8. коло, 24—25. 10. 2021. |                      |
| Полимље - Петњица         | 3 : 2                |
| Комови - Брсково          | 1 : 0                |
| ОФК Борац - Гусиње        | 8 : 1                |
| Ибар - Пљевља             | 2 : 1 (4. 11. 2021.) |

| 9. коло, 30. 10.—1. 11. 2021. |       |
| Гусиње - Полимље              | 1 : 4 |
| Комови - Ибар                 | 3 : 3 |
| Брсково - ОФК Борац           | 1 : 0 |
| Петњица - Пљевља              | 1 : 7 |

| 10. коло, 7—10. 11. 2021. |       |
| Ибар - Петњица            | 6 : 1 |
| Полимље - Брсково         | 5 : 2 |
| ОФК Борац - Комови        | 2 : 1 |
| Пљевља - Гусиње           | 3 : 0 |

| 11. коло, 13—15. 11. 2021. |       |
| Гусиње - Петњица           | 3 : 0 |
| Комови - Полимље           | 2 : 1 |
| Брсково - Пљевља           | 2 : 1 |
| ОФК Борац - Ибар           | 0 : 1 |

| 12. коло, 27—28. 3. 2022. |        |
| Пљевља - Комови           | 0 : 0  |
| Полимље - ОФК Борац       | 3 : 1  |
| Ибар - Гусиње             | 10 : 0 |
| Петњица - Брсково         | 0 : 2  |

| 13. коло, 30—31. 3. 2022. |       |
| ОФК Борац - Пљевља        | 3 : 1 |
| Полимље - Ибар            | 2 : 3 |
| Комови - Петњица          | 3 : 1 |
| Брсково - Гусиње          | 4 : 1 |

| 14. коло, 2—4. 4. 2022. |       |
| Пљевља - Полимље        | 4 : 0 |
| Гусиње - Комови         | 1 : 4 |
| Ибар - Брсково          | 3 : 0 |
| Петњица - ОФК Борац     | 2 : 2 |

| 15. коло, 9—12. 4. 2022. |       |
| Гусиње - Ибар            | 1 : 5 |
| Полимље - Петњица        | 2 : 1 |
| ОФК Борац - Комови       | 2 : 3 |
| Пљевља - Брсково         | 0 : 2 |

| 16. коло, 17—18. 4. 2022. |       |
| Ибар - Пљевља             | 3 : 0 |
| Комови - Полимље          | 4 : 2 |
| Брсково - ОФК Борац       | 3 : 4 |
| Петњица - Гусиње          | 3 : 1 |

| 17. коло, 24—25. 4. 2022. |       |
| Комови - Петњица          | 1 : 0 |
| Полимље - Брсково         | 1 : 1 |
| Пљевља - Гусиње           | 6 : 1 |
| ОФК Борац - Ибар          | 1 : 1 |

| 18. коло, 29. 4.—2. 5. 2022. |       |
| Брсково - Комови             | 0 : 3 |
| Гусиње - ОФК Борац           | 1 : 0 |
| Ибар - Полимље               | 3 : 0 |
| Петњица - Пљевља             | 2 : 2 |

| 19. коло, 4—5. 5. 2022. |       |
| ОФК Борац - Пљевља      | 2 : 0 |
| Брсково - Петњица       | 3 : 1 |
| Комови - Ибар           | 3 : 2 |
| Полимље - Гусиње        | 4 : 2 |

| 20. коло, 8—10. 5. 2022. |        |
| Петњица - ОФК Борац      | 4 : 3  |
| Ибар - Брсково           | 7 : 1  |
| Гусиње - Комови          | 1 : 2  |
| Пљевља - Полимље         | 10 : 2 |

| 21. коло, 14—18. 5. 2022. |       |
| Ибар - Петњица            | 2 : 1 |
| Комови - Пљевља           | 0 : 2 |
| Полимље - ОФК Борац       | 2 : 5 |
| Брсково - Гусиње          | 7 : 1 |

Легенда:
 Дерби мечеви
- - Службени резултат.

## Детаљни извјештај

### 1. коло
| Гусиње                    | 1 : 6 | ОФК Борац |
| ------------------------- | ----- | --- |
| Атдхетар Цакај 74’ (Пен.) |       | Радоје Кораћ 6’ · Александар Маџгаљ 33’ · Стефан Кљајевић 59’ · Стефан Кљајевић 68’ · Адис Баховић 79’ · Димитрије Дуловић 87’ |

| Брсково                                                                            | 4 : 0 | Комови |
| ---------------------------------------------------------------------------------- | ----- | ------ |
| Миодраг Ђукић 11’ · Бане Булатовић 43’ · Данило Марковић 50’ · Данило Марковић 72’ |       |        |

| Петњица | 6 : 1 | Полимље             |
| --- | ----- | ------------------- |
| Марко Бабовић 11’ · Марко Бабовић 25’ · Дино Адровић 28’ (Пен.) · Хузеир Скендеровић 53’ · Александар Ђуришић 58’ · Ерис Бабачић 68’ |       | Дамјан Оташевић 16’ |

| Пљевља            | 1 : 2 | Ибар                                   |
| ----------------- | ----- | -------------------------------------- |
| Ервин Цигуљин 59’ |       | Иван Асановић 29’ · Стефан Ћулафић 70’ |

### 2. коло
| Ибар                                                                            | 4 : 1 | Комови              |
| ------------------------------------------------------------------------------- | ----- | ------------------- |
| Иван Асановић 15’ · Драган Николић 24’ · Лазар Ћулафић 41’ · Стефан Ћулафић 88’ |       | Филип Губеринић 19’ |

| Полимље                                     | 2 : 0 | Гусиње |
| ------------------------------------------- | ----- | ------ |
| Богољуб Коматина 14’ · Петрашин Зоговић 16’ |       |        |

| ОФК Борац                                     | 2 : 3 | Брсково                                                                  |
| --------------------------------------------- | ----- | ------------------------------------------------------------------------ |
| Александар Маџгаљ 49’ · Александар Маџгаљ 74’ |       | Миодраг Ђукић 18’ (Пен.) · Данијел Бабовић 42’ (аг.) · Трифун Фуштић 87’ |

| Пљевља | 5 : 0 | Петњица |
| --- | ----- | ------- |
| Милош Вукашиновић 42’ · Ервин Цигуљин 45’ · Милош Вукашиновић 53’ · Огњен Касалица 78’ (Пен.) · Ервин Цигуљин 85’ |       |         |

### 3. коло
| Брсково                                                      | 3 : 1 | Полимље                    |
| ------------------------------------------------------------ | ----- | -------------------------- |
| Миодраг Ђукић 41’ · Бане Булатовић 72’ · Јанко Булатовић 74’ |       | Дамјан Оташевић 30’ (Пен.) |

| Комови                                                      | 3 : 0 | ОФК Борац |
| ----------------------------------------------------------- | ----- | --------- |
| Милосав Делетић 36’ · Никола Аџић 64’ · Милосав Делетић 80’ |       |           |

| Петњица           | 1 : 5 | Ибар                                                                                              |
| ----------------- | ----- | ------------------------------------------------------------------------------------------------- |
| Марко Бабовић 59’ |       | Драган Николић 21’ · Ђуро Милановић 27’ · Драган Николић 42’ · Мирзет Мурић 52’ · Ајсел Мурић 85’ |

| Гусиње                 | 1 : 0 | Пљевља |
| ---------------------- | ----- | ------ |
| Мухамед Хусеиновић 24’ |       |        |

### 4. коло
| Ибар                                    | 2 : 0 | ОФК Борац |
| --------------------------------------- | ----- | --------- |
| Стефан Ћулафић 68’ · Ђуро Милановић 73’ |       |           |

| Полимље                                                    | 3 : 0 | Комови |
| ---------------------------------------------------------- | ----- | ------ |
| Бојан Јокановић 28’ · Дамјан Оташевић 70’ · Саша Лабан 77’ |       |        |

| Петњица                                         | 2 : 3 | Гусиње                                                     |
| ----------------------------------------------- | ----- | ---------------------------------------------------------- |
| Михаило Губеринић 43’ · Аљо Никочевић 45’ (аг.) |       | Адил Муламекић 28’ · Аљо Никочевић 58’ · Аљо Никочевић 65’ |

| Пљевља                | 1 : 2 | Брсково                                 |
| --------------------- | ----- | --------------------------------------- |
| Милош Вукашиновић 63’ |       | Бане Булатовић 41’ · Бане Булатовић 70’ |

### 5. коло
| Брсково | 5 : 1 | Петњица           |
| --- | ----- | ----------------- |
| Данило Зиндовић 15’ · Миодраг Ђукић 60’ (Пен.) · Миодраг Ђукић 72’ · Милован Ћорић 81’ · Стефан Влаовић 90’ |       | Марко Бабовић 79’ |

| Комови | 0 : 1 | Пљевља         |
| ------ | ----- | -------------- |
|        |       | Милан Ирић 42’ |

| ОФК Борац                                                          | 3 : 1 | Полимље              |
| ------------------------------------------------------------------ | ----- | -------------------- |
| Александар Маџгаљ 18’ · Александар Маџгаљ 72’ · Бранко Вуковић 83’ |       | Милош Оташевић 90+2’ |

| Гусиње | 0 : 4 | Ибар                                                                                     |
| ------ | ----- | ---------------------------------------------------------------------------------------- |
|        |       | Ђуро Милановић 35’ (Пен.) · Драган Николић 47’ · Стефан Ћулафић 74’ · Драган Николић 80’ |

### 6. коло
| Ибар | 6 : 0 | Полимље |
| --- | ----- | ------- |
| Никола Брајић 21’ · Ђуро Милановић 35’ · Стефан Ћулафић 40’ · Стефан Ћулафић 47’ · Стефан Ћулафић 58’ · Иван Асановић 90’ |       |         |

| Гусиње | 0 : 1 | Брсково                   |
| ------ | ----- | ------------------------- |
|        |       | Бане Булатовић 78’ (Пен.) |

| Пљевља                                                           | 3 : 2 | ОФК Борац                           |
| ---------------------------------------------------------------- | ----- | ----------------------------------- |
| Никола Куч 24’ (аг.) · Ервин Цигуљин 36’ · Милош Вукашиновић 69’ |       | Божо Анђелић 17’ · Радоје Кораћ 85’ |

| Петњица                                        | 2 : 4 | Комови                                                                          |
| ---------------------------------------------- | ----- | ------------------------------------------------------------------------------- |
| Хузеир Скендеровић 5’ · Хузеир Скендеровић 11’ |       | Никола Аџић 16’ · Милосав Делетић 67’ · Мерил Мусић 87’ · Милосав Делетић 90+2’ |

### 7. коло
| Брсково                                                                                             | 5 : 2 | Ибар                                  |
| --------------------------------------------------------------------------------------------------- | ----- | ------------------------------------- |
| Миодраг Ђукић 13’ · Данило Зиндовић 39’ · Миодраг Ђукић 45’ · Данило Зиндовић 68’ · Балша Зејак 83’ |       | Драган Николић 24’ · Мирзет Мурић 84’ |

| Комови                                | 2 : 1 | Гусиње                   |
| ------------------------------------- | ----- | ------------------------ |
| Далибор Дробњак 54’ · Марко Чукић 65’ |       | Денијал Чекић 90’ (Пен.) |

| ОФК Борац | 7 : 3 | Петњица                                            |
| --- | ----- | -------------------------------------------------- |
| Никола Недовић 20’ · Александар Маџгаљ 24’ · Горчило Рондовић 38’ · Стефан Кљајевић 51’ · Енис Лукач 60’ · Стефан Кљајевић 87’ · Аднан Шемовић 90+4’ |       | Миро Кораћ 53’ · Миро Кораћ 70’ · Емил Адровић 77’ |

| Полимље                                                                 | 4 : 1 | Пљевља         |
| ----------------------------------------------------------------------- | ----- | -------------- |
| Саша Лабан 24’ · Бојан Јокановић 25’ · Петар Катић 60’ · Саша Лабан 76’ |       | Божо Тошић 29’ |

### 8. коло
| Полимље                                                            | 3 : 2 | Петњица                         |
| ------------------------------------------------------------------ | ----- | ------------------------------- |
| Мухамед Цириковић 4’ · Бојан Јокановић 86’ · Бојан Јокановић 90+4’ |       | Миро Кораћ 22’ · Миро Кораћ 28’ |

| Комови          | 1 : 0 | Брсково |
| --------------- | ----- | ------- |
| Мерил Мусић 72’ |       |         |

| ОФК Борац | 8 : 1 | Гусиње                |
| --- | ----- | --------------------- |
| Никола Недовић 13’ · Енис Лукач 45’ · Горчило Рондовић 53’ · Алден Рамовић 62’ · Аднан Шемовић 70’ · Александар Маџгаљ 75’ · Александар Маџгаљ 78’ (Пен.) · Енис Лукач 86’ |       | Белмин Бектешевић 48’ |

| Ибар                                           | 2 : 1 | Пљевља             |
| ---------------------------------------------- | ----- | ------------------ |
| Драган Николић 12’ · Ђуро Милановић 55’ (Пен.) |       | Стефан Дајевић 26’ |

### 9. коло
| Гусиње                   | 1 : 4 | Полимље                                                                               |
| ------------------------ | ----- | ------------------------------------------------------------------------------------- |
| Денијал Чекић 22’ (Пен.) |       | Никодин Фатић 7’ · Бојан Јокановић 8’ · Мухамед Цириковић 17’ · Мухамед Цириковић 80’ |

| Комови                                                         | 3 : 3 | Ибар                                                                |
| -------------------------------------------------------------- | ----- | ------------------------------------------------------------------- |
| Милосав Делетић 47’ · Далибор Дробњак 79’ · Слободан Бакић 85’ |       | Ђуро Милановић 17’ · Ђуро Милановић 40’ (Пен.) · Драган Николић 73’ |

| Брсково                   | 1 : 0 | ОФК Борац |
| ------------------------- | ----- | --------- |
| Бане Булатовић 90’ (Пен.) |       |           |

| Петњица               | 1 : 7 | Пљевља |
| --------------------- | ----- | --- |
| Миро Кораћ 47’ (Пен.) |       | Јакша Бајчетић 17’ · Арсеније Чепић 22’ · Вељко Крстонијевић 31’ · Миливоје Терзић 53’ · Вељко Крстонијевић 69’ · Милан Ирић 75’ · Вељко Крстонијевић 87’ |

### 10. коло
| Ибар | 6 : 1 | Петњица            |
| --- | ----- | ------------------ |
| Драган Николић 10’ · Иван Асановић 24’ · Сава Пешић 25’ · Мирзет Мурић 48’ · Ајсел Мурић 68’ · Илхан Хоџић 83’ |       | Адел Муратовић 13’ |

| Полимље | 5 : 2 | Брсково                            |
| --- | ----- | ---------------------------------- |
| Мухамед Цириковић 48’ · Бојан Јокановић 68’ · Бојан Јокановић 69’ · Богољуб Коматина 71’ · Бојан Јокановић 87’ |       | Миодраг Ђукић 13’ · Лука Ђукић 83’ |

| ОФК Борац                               | 2 : 1 | Комови              |
| --------------------------------------- | ----- | ------------------- |
| Радоје Кораћ 5’ · Александар Маџгаљ 86’ |       | Далибор Дробњак 57’ |

| Пљевља | 3 : 0 | Гусиње |
| ------ | ----- | ------ |
|        |       |        |

### 11. коло
| Гусиње | 3 : 0 | Петњица |
| ------ | ----- | ------- |
|        |       |         |

| Комови                                         | 2 : 1 | Полимље                    |
| ---------------------------------------------- | ----- | -------------------------- |
| Александар Милићевић 47’ · Милосав Делетић 58’ |       | Дамјан Оташевић 83’ (Пен.) |

| Брсково                                  | 2 : 1 | Пљевља                 |
| ---------------------------------------- | ----- | ---------------------- |
| Данило Зиндовић 20’ · Бане Булатовић 78’ |       | Вељко Крстонијевић 41’ |

| ОФК Борац | 0 : 1 | Ибар              |
| --------- | ----- | ----------------- |
|           |       | Лазар Ћулафић 40’ |

### 12. коло
| Пљевља | 0 : 0 | Комови |
| ------ | ----- | ------ |
|        |       |        |

| Полимље                                                            | 3 : 1 | ОФК Борац         |
| ------------------------------------------------------------------ | ----- | ----------------- |
| Бојан Јокановић 41’ · Богољуб Коматина 45+2’ · Немања Стешевић 67’ |       | Алден Рамовић 34’ |

| Ибар | 10 : 0 | Гусиње |
| --- | ------ | ------ |
| Лука Кликовац 8’ · Лука Кликовац 14’ · Ајсел Мурић 16’ · Лука Кликовац 27’ · Исмар Хоџић 40’ (Пен.) · Армен Бошњак 58’ · Лазар Ћулафић 67’ · Амар Кајевић 70’ · Лука Кликовац 80’ · Лука Кликовац 87’ |        |        |

| Петњица | 0 : 2 | Брсково                                  |
| ------- | ----- | ---------------------------------------- |
|         |       | Данило Зиндовић 9’ · Данило Зиндовић 85’ |

### 13. коло
| ОФК Борац                                              | 3 : 1 | Пљевља               |
| ------------------------------------------------------ | ----- | -------------------- |
| Алден Рамовић 51’ · Аднан Шемовић 57’ · Енис Лукач 71’ |       | Брајан Матановић 89’ |

| Полимље                               | 2 : 3 | Ибар                                                     |
| ------------------------------------- | ----- | -------------------------------------------------------- |
| Петар Томовић 8’ · Богослав Јокић 72’ |       | Лука Кликовац 7’ · Иван Асановић 40’ · Лука Кликовац 55’ |

| Комови                                                         | 3 : 1 | Петњица              |
| -------------------------------------------------------------- | ----- | -------------------- |
| Филип Губеринић 8’ · Милосав Делетић 13’ · Далибор Дробњак 37’ |       | Владимир Боричић 86’ |

| Брсково                                                                          | 4 : 1 | Гусиње           |
| -------------------------------------------------------------------------------- | ----- | ---------------- |
| Бане Булатовић 5’ · Данило Зиндовић 7’ · Андрија Станић 52’ · Андрија Станић 57’ |       | Ерик Селимај 30’ |

### 14. коло
| Пљевља                                                                                  | 4 : 0 | Полимље |
| --------------------------------------------------------------------------------------- | ----- | ------- |
| Огњен Деспотовић 20’ · Јакша Бајчетић 38’ · Алекса Ковачевић 40’ · Алекса Ковачевић 88’ |       |         |

| Гусиње            | 1 : 4 | Комови                                                                          |
| ----------------- | ----- | ------------------------------------------------------------------------------- |
| Аљо Никочевић 32’ |       | Лазар Кастратовић 18’ · Слободан Бакић 56’ · Мерил Мусић 57’ · Милош Шћекић 89’ |

| Ибар                                                           | 3 : 0 | Брсково |
| -------------------------------------------------------------- | ----- | ------- |
| Амер Тахировић 5’ (Пен.) · Лука Кликовац 15’ · Исмар Хоџић 43’ |       |         |

| Петњица                                  | 2 : 2 | ОФК Борац                            |
| ---------------------------------------- | ----- | ------------------------------------ |
| Елмин Личина 40’ · Михаило Губеринић 54’ |       | Аднан Шемовић 35’ · Едис Каналић 83’ |

### 15. коло
| Гусиње            | 1 : 5 | Ибар                                                                                             |
| ----------------- | ----- | ------------------------------------------------------------------------------------------------ |
| Денијал Чекић 66’ |       | Иван Асановић 16’ · Иван Асановић 52’ · Иван Асановић 60’ · Иван Асановић 62’ · Амар Кајевић 65’ |

| Полимље                            | 2 : 1 | Петњица          |
| ---------------------------------- | ----- | ---------------- |
| Саша Лабан 45’ · Никодин Фатић 54’ |       | Ерис Бабачић 35’ |

| ОФК Борац                           | 2 : 3 | Комови                                                      |
| ----------------------------------- | ----- | ----------------------------------------------------------- |
| Божо Анђелић 36’ · Радоје Кораћ 55’ |       | Далибор Дробњак 25’ · Мерил Мусић 64’ · Милосав Делетић 75’ |

| Пљевља | 0 : 2 | Брсково                                |
| ------ | ----- | -------------------------------------- |
|        |       | Андрија Станић 17’ · Миодраг Ђукић 87’ |

### 16. коло
| Ибар | 3 : 0 | Пљевља |
| ---- | ----- | ------ |
|      |       |        |

| Комови                                                                                          | 4 : 2 | Полимље                                   |
| ----------------------------------------------------------------------------------------------- | ----- | ----------------------------------------- |
| Милић Лабовић 23’ (Пен.) · Филип Губеринић 27’ · Милосав Делетић 31’ · Богослав Јокић 51’ (аг.) |       | Дамјан Оташевић 66’ · Бојан Јокановић 87’ |

| Брсково                                                            | 3 : 4 | ОФК Борац                                                                 |
| ------------------------------------------------------------------ | ----- | ------------------------------------------------------------------------- |
| Бане Булатовић 1’ · Данило Зиндовић 31’ · Миодраг Ђукић 69’ (Пен.) |       | Алден Рамовић 61’ · Алден Рамовић 62’ · Алден Рамовић 76’ · Дино Љуца 89’ |

| Петњица                                                        | 3 : 1 | Гусиње             |
| -------------------------------------------------------------- | ----- | ------------------ |
| Хузеир Скендеровић 27’ · Миро Кораћ 76’ · Владимир Боричић 80’ |       | Адил Муламекић 84’ |

### 17. коло
| Комови                     | 1 : 0 | Петњица |
| -------------------------- | ----- | ------- |
| Милосав Делетић 85’ (Пен.) |       |         |

| Полимље              | 1 : 1 | Брсково            |
| -------------------- | ----- | ------------------ |
| Богољуб Коматина 74’ |       | Андрија Станић 82’ |

| Пљевља | 6 : 1 | Гусиње           |
| --- | ----- | ---------------- |
| Алекса Ковачевић 6’ · Вукадин Лакетић 7’ · Страхиња Бујишић 47’ · Вукадин Лакетић 50’ · Шуто Като 67’ · Александар Раонић 75’ |       | Ерик Селимај 81’ |

| ОФК Борац          | 1 : 1 | Ибар           |
| ------------------ | ----- | -------------- |
| Срећко Конатар 58’ |       | Ајсел Мурић 3’ |

### 18. коло
| Брсково | 0 : 3 | Комови                                                  |
| ------- | ----- | ------------------------------------------------------- |
|         |       | Мерил Мусић 9’ · Адис Пуповић 70’ · Филип Губеринић 84’ |

| Гусиње                 | 1 : 0 | ОФК Борац |
| ---------------------- | ----- | --------- |
| Мухамед Хусеиновић 63’ |       |           |

| Ибар | 3 : 0 | Полимље |
| ---- | ----- | ------- |
|      |       |         |

| Петњица                                 | 2 : 2 | Пљевља                            |
| --------------------------------------- | ----- | --------------------------------- |
| Дино Адровић 19’ · Владимир Боричић 82’ |       | Шуто Като 10’ · Мирко Вуковић 72’ |

### 19. коло
| ОФК Борац                          | 2 : 0 | Пљевља |
| ---------------------------------- | ----- | ------ |
| Никола Куч 3’ · Срећко Конатар 50’ |       |        |

| Брсково                                                      | 3 : 1 | Петњица              |
| ------------------------------------------------------------ | ----- | -------------------- |
| Трифун Фуштић 44’ · Андрија Станић 45+1’ · Миодраг Ђукић 76’ |       | Владимир Боричић 25’ |

| Комови                                                              | 3 : 2 | Ибар                                  |
| ------------------------------------------------------------------- | ----- | ------------------------------------- |
| Далибор Дробњак 6’ · Александар Милићевић 48’ · Милосав Делетић 89’ |       | Амер Тахировић 27’ · Армен Бошњак 33’ |

| Полимље                                                                                   | 4 : 2 | Гусиње                                  |
| ----------------------------------------------------------------------------------------- | ----- | --------------------------------------- |
| Богољуб Коматина 51’ · Богољуб Коматина 58’ · Мухамед Цириковић 70’ · Немања Стешевић 79’ |       | Адил Муламекић 82’ · Адил Муламекић 88’ |

### 20. коло
| Петњица                                                                           | 4 : 3 | ОФК Борац                                                |
| --------------------------------------------------------------------------------- | ----- | -------------------------------------------------------- |
| Миро Кораћ 3’ · Хузеир Скендеровић 17’ · Владимир Боричић 61’ · Лазар Бојичић 70’ |       | Алден Рамовић 9’ · Алден Рамовић 36’ · Аднан Шемовић 48’ |

| Ибар | 7 : 1 | Брсково             |
| --- | ----- | ------------------- |
| Никола Брајић 10’ · Ајсел Мурић 23’ · Ајсел Мурић 42’ · Стефан Ћулафић 60’ · Ајсел Мурић 63’ · Стефан Ћулафић 67’ · Сава Пешић 85’ |       | Данило Зиндовић 41’ |

| Гусиње              | 1 : 2 | Комови                                  |
| ------------------- | ----- | --------------------------------------- |
| Елдар Кољеновић 40’ |       | Дарко Лабовић 49’ · Далибор Дробњак 83’ |

| Пљевља | 10 : 2 | Полимље                                            |
| --- | ------ | -------------------------------------------------- |
| Ервин Цигуљин 8’ · Шуто Като 15’ · Шуто Като 20’ · Огњен Деспотовић 24’ · Богољуб Тешовић 45’ · Вукадин Лакетић 53’ · Богољуб Тешовић 63’ · Вукадин Лакетић 71’ · Страхиња Бујишић 77’ · Шуто Като 84’ |        | Богољуб Коматина 31’ · Богољуб Коматина 86’ (Пен.) |

### 21. коло
| Ибар                              | 2 : 1 | Петњица          |
| --------------------------------- | ----- | ---------------- |
| Мирзет Мурић 32’ · Белмин Куч 90’ |       | Ерис Бабачић 47’ |

| Комови | 0 : 2 | Пљевља                              |
| ------ | ----- | ----------------------------------- |
|        |       | Шуто Като 28’ · Миливоје Терзић 79’ |

| Полимље                                   | 2 : 5 | ОФК Борац                                                                                            |
| ----------------------------------------- | ----- | --- |
| Мухамед Цириковић 25’ · Никодин Фатић 69’ |       | Срећко Конатар 6’ · Радоје Кораћ 10’ · Данијел Бабовић 63’ · Аднан Шемовић 71’ · Данијел Бабовић 88’ |

| Брсково | 7 : 1 | Гусиње                 |
| --- | ----- | ---------------------- |
| Данило Зиндовић 1’ · Андрија Станић 4’ · Данило Зиндовић 6’ · Данило Зиндовић 35’ · Никола Вујисић 42’ · Миодраг Ђукић 75’ · Никола Вујисић 84’ |       | Мухамед Хусеиновић 20’ |

## Табела и статистика
| Мјесто | Екипа     | Играно | Побједа | Неријешено | Изгубио | Дао гол. | При. гол. | Гол-разлика | Бодови  | Напомене            |
| ------ | --------- | ------ | ------- | ---------- | ------- | -------- | --------- | ----------- | ------- | ------------------- |
| 1.     | Ибар      | 21     | 17      | 2          | 2       | 76       | 17        | +59         | 53      | Бараж за Другу лигу |
| 2.     | Брсково   | 21     | 14      | 1          | 6       | 50       | 35        | +15         | 43      |                     |
| 3.     | Комови    | 21     | 13      | 2          | 6       | 40       | 31        | +9          | 41      |                     |
| 4.     | Пљевља    | 21     | 9       | 2          | 10      | 49       | 31        | +18         | 29      |                     |
| 5.     | ОФК Борац | 21     | 9       | 2          | 10      | 53       | 40        | +13         | 29      |                     |
| 6.     | Полимље   | 21     | 9       | 1          | 11      | 43       | 60        | -17         | 28      |                     |
| 7.     | Гусиње    | 21     | 4       | 0          | 17      | 21       | 77        | -56         | 11 (-1) |                     |
| 8.     | Петњица   | 21     | 3       | 2          | 16      | 34       | 70        | -36         | 10 (-1) |                     |

- Ибар иде у бараж за пласман у Другу лигу;
- Петњица -1 бод;
- Гусиње -1 бод;

| Првак Треће лиге Црне Горе — Сјевер |
| ----------------------------------- |
| Ибар 2. Титула                      |

### Позиције на табели по колима
|    | Екипа     | 1 | 2 | 3 | 4 | 5 | 6 | 7 | 8 | 9 | 10 | 11 | 12 | 13 | 14 | 15 | 16 | 17 | 18 | 19 | 20 | 21 |
| -- | --------- | - | - | - | - | - | - | - | - | - | -- | -- | -- | -- | -- | -- | -- | -- | -- | -- | -- | -- |
| 1. | Брсково   | 3 | 1 | 2 | 2 | 1 | 1 | 1 | 1 | 1 | 2  | 2  | 2  | 2  | 2  | 2  | 2  | 2  | 2  | 2  | 2  | 2  |
| 2. | Гусиње    | 8 | 8 | 8 | 4 | 4 | 5 | 7 | 7 | 7 | 7  | 7  | 7  | 7  | 7  | 7  | 7  | 7  | 7  | 7  | 7  | 7  |
| 3. | Ибар      | 4 | 2 | 1 | 1 | 2 | 2 | 2 | 2 | 2 | 1  | 1  | 1  | 1  | 1  | 1  | 1  | 1  | 1  | 1  | 1  | 1  |
| 4. | Комови    | 6 | 7 | 7 | 8 | 8 | 7 | 5 | 4 | 3 | 6  | 3  | 4  | 4  | 3  | 3  | 3  | 3  | 3  | 3  | 3  | 3  |
| 5. | ОФК Борац | 1 | 3 | 3 | 5 | 5 | 6 | 4 | 3 | 4 | 3  | 4  | 6  | 5  | 5  | 5  | 5  | 5  | 5  | 5  | 5  | 4  |
| 6. | Петњица   | 2 | 5 | 5 | 7 | 7 | 8 | 8 | 8 | 8 | 8  | 8  | 8  | 8  | 8  | 8  | 8  | 8  | 8  | 8  | 8  | 8  |
| 7. | Пљевља    | 5 | 4 | 4 | 6 | 6 | 3 | 3 | 5 | 5 | 4  | 5  | 5  | 6  | 6  | 6  | 6  | 6  | 6  | 6  | 5  | 4  |
| 8. | Полимље   | 7 | 6 | 6 | 3 | 3 | 4 | 6 | 6 | 6 | 5  | 6  | 3  | 3  | 4  | 4  | 4  | 4  | 4  | 4  | 4  | 6  |

### Домаћин - гост табела
| М  | Клуб         | Одиг. као домаћин | Поб. | Нер. | Пор. | ГД | ГП | ГР  | Бод. | Одиг. као гост | Поб. | Нер. | Пор. | ГД | ГП | ГР  | Бод. |
| -- | ------------ | ----------------- | ---- | ---- | ---- | -- | -- | --- | ---- | -------------- | ---- | ---- | ---- | -- | -- | --- | ---- |
| 1. | Ибар         | 11                | 11   | 0    | 0    | 48 | 5  | +43 | 33   | 10             | 6    | 2    | 2    | 28 | 17 | +11 | 20   |
| 2. | Брсково      | 11                | 9    | 0    | 2    | 36 | 15 | +21 | 27   | 10             | 5    | 1    | 4    | 14 | 20 | -6  | 16   |
| 3. | Комови       | 11                | 8    | 1    | 2    | 22 | 13 | +9  | 25   | 10             | 5    | 1    | 4    | 18 | 18 | 0   | 16   |
| 4. | Пљевља       | 10                | 6    | 1    | 3    | 33 | 11 | +22 | 19   | 11             | 3    | 1    | 7    | 16 | 20 | -4  | 10   |
| 5. | ОФК Борац    | 9                 | 6    | 1    | 3    | 30 | 15 | +15 | 19   | 11             | 3    | 1    | 7    | 23 | 25 | -2  | 10   |
| 6. | Полимље      | 11                | 8    | 1    | 2    | 31 | 18 | +13 | 25   | 10             | 1    | 0    | 9    | 12 | 42 | -30 | 3    |
| 7. | Гусиње (-1)  | 10                | 3    | 0    | 7    | 10 | 26 | -16 | 9    | 11             | 1    | 0    | 10   | 11 | 51 | -40 | 3    |
| 8. | Петњица (-1) | 10                | 3    | 2    | 5    | 23 | 30 | -7  | 11   | 11             | 0    | 0    | 11   | 11 | 40 | -29 | 0    |

## Листа стријелаца
| Позиција | Држава    | Играч                | Екипа     | Број голова | Голови из пенала |
| -------- | --------- | -------------------- | --------- | ----------- | ---------------- |
| 1        | Црна Гора | Миодраг Ђукић        | Брсково   | 12          | 2                |
| 2        | Црна Гора | Милосав Делетић      | Комови    | 11          | 0                |
| 2        | Црна Гора | Данило Зиндовић      | Брсково   | 11          | 0                |
| 4        | Црна Гора | Бојан Јокановић      | Полимље   | 10          | 0                |
| 5        | Црна Гора | Александар Маџгаљ    | ОФК Борац | 9           | 1                |
| 5        | Црна Гора | Бане Булатовић       | Брсково   | 9           | 0                |
| 5        | Црна Гора | Иван Асановић        | Ибар      | 9           | 0                |
| 5        | Црна Гора | Стефан Ћулафић       | Ибар      | 9           | 0                |
| 5        | Црна Гора | Драган Николић       | Ибар      | 9           | 0                |
| 10       | Црна Гора | Богољуб Коматина     | Полимље   | 8           | 0                |
| 10       | Црна Гора | Лука Кликовац        | Ибар      | 8           | 0                |
| 12       | Црна Гора | Ђуро Милановић       | Ибар      | 7           | 3                |
| 12       | Црна Гора | Ајсел Мурић          | Ибар      | 7           | 0                |
| 12       | Црна Гора | Далибор Дробњак      | Комови    | 7           | 0                |
| 12       | Црна Гора | Миро Кораћ           | Петњица   | 7           | 1                |
| 12       | Црна Гора | Алден Рамовић        | ОФК Борац | 7           | 0                |
| 17       | Црна Гора | Аднан Шемовић        | ОФК Борац | 6           | 0                |
| 17       | Црна Гора | Мухамед Цириковић    | Полимље   | 6           | 0                |
| 17       | Црна Гора | Андрија Станић       | Брсково   | 6           | 0                |
| 17       | Јапан     | Шуто Като            | Пљевља    | 6           | 0                |
| 21       | Црна Гора | Радоје Кораћ         | ОФК Борац | 5           | 0                |
| 21       | Црна Гора | Хузеир Скендеровић   | Петњица   | 5           | 0                |
| 21       | Црна Гора | Дамјан Оташевић      | Полимље   | 5           | 0                |
| 21       | Црна Гора | Ервин Цигуљин        | Пљевља    | 5           | 0                |
| 21       | Црна Гора | Мерил Мусић          | Комови    | 5           | 0                |
| 21       | Црна Гора | Владимир Боричић     | Петњица   | 5           | 0                |
| 27       | Црна Гора | Стефан Кљајевић      | ОФК Борац | 4           | 0                |
| 27       | Црна Гора | Марко Бабовић        | Петњица   | 4           | 0                |
| 27       | Црна Гора | Филип Губеринић      | Комови    | 4           | 0                |
| 27       | Црна Гора | Милош Вукашиновић    | Пљевља    | 4           | 0                |
| 27       | Црна Гора | Мирзет Мурић         | Ибар      | 4           | 0                |
| 27       | Црна Гора | Саша Лабан           | Полимље   | 4           | 0                |
| 27       | Црна Гора | Адил Муламекић       | Гусиње    | 4           | 0                |
| 27       | Црна Гора | Енис Лукач           | ОФК Борац | 4           | 0                |
| 27       | Црна Гора | Вељко Крстонијевић   | Пљевља    | 4           | 0                |
| 27       | Црна Гора | Вукашин Лакетић      | Пљевља    | 4           | 0                |
| 37       | Црна Гора | Ерис Бабачић         | Петњица   | 3           | 0                |
| 37       | Црна Гора | Лазар Ћулафић        | Ибар      | 3           | 0                |
| 37       | Црна Гора | Мухамед Хусеиновић   | Гусиње    | 3           | 0                |
| 37       | Црна Гора | Аљо Никочевић        | Гусиње    | 3           | 0                |
| 37       | Црна Гора | Денијал Чекић        | Гусиње    | 3           | 2                |
| 37       | Црна Гора | Никодин Фатић        | Полимље   | 3           | 0                |
| 37       | Црна Гора | Алекса Ковачевић     | Пљевља    | 3           | 0                |
| 37       | Црна Гора | Срећко Конатар       | ОФК Борац | 3           | 0                |
| 45       | Црна Гора | Данило Марковић      | Брсково   | 2           | 0                |
| 45       | Црна Гора | Дино Адровић         | Петњица   | 2           | 1                |
| 45       | Црна Гора | Трифун Фуштић        | Брсково   | 2           | 0                |
| 45       | Црна Гора | Никола Аџић          | Комови    | 2           | 0                |
| 45       | Црна Гора | Михаило Губеринић    | Петњица   | 2           | 0                |
| 45       | Црна Гора | Милан Ирић           | Пљевља    | 2           | 0                |
| 45       | Црна Гора | Никола Брајић        | Ибар      | 2           | 0                |
| 45       | Црна Гора | Божо Анђелић         | ОФК Борац | 2           | 0                |
| 45       | Црна Гора | Никола Недовић       | ОФК Борац | 2           | 0                |
| 45       | Црна Гора | Горчило Рондовић     | ОФК Борац | 2           | 0                |
| 45       | Црна Гора | Слободан Бакић       | Комови    | 2           | 0                |
| 45       | Црна Гора | Јакша Бајчетић       | Пљевља    | 2           | 0                |
| 45       | Црна Гора | Миливоје Терзић      | Пљевља    | 2           | 0                |
| 45       | Црна Гора | Сава Пешић           | Ибар      | 2           | 0                |
| 45       | Црна Гора | Александар Милићевић | Комови    | 2           | 0                |
| 45       | Црна Гора | Немања Стешевић      | Полимље   | 2           | 0                |
| 45       | Црна Гора | Исмар Хоџић          | Ибар      | 2           | 1                |
| 45       | Црна Гора | Армен Бошњак         | Ибар      | 2           | 0                |
| 45       | Црна Гора | Амар Кајевић         | Ибар      | 2           | 0                |
| 45       | Црна Гора | Ерик Селимај         | Гусиње    | 2           | 0                |
| 45       | Црна Гора | Огњен Деспотовић     | Пљевља    | 2           | 0                |
| 45       | Црна Гора | Амер Тахировић       | Ибар      | 2           | 1                |
| 45       | Црна Гора | Страхиња Бујишић     | Пљевља    | 2           | 0                |
| 45       | Црна Гора | Богољуб Тешовић      | Пљевља    | 2           | 0                |
| 45       | Црна Гора | Данијел Бабовић      | ОФК Борац | 2           | 0                |
| 45       | Црна Гора | Никола Вујисић       | Брсково   | 2           | 0                |
| 71       | Црна Гора | Атдхетар Цакај       | Гусиње    | 1           | 1                |
| 71       | Црна Гора | Адис Баховић         | ОФК Борац | 1           | 0                |
| 71       | Црна Гора | Димитрије Дуловић    | ОФК Борац | 1           | 0                |
| 71       | Црна Гора | Александар Ђуришић   | Петњица   | 1           | 0                |
| 71       | Црна Гора | Петрашин Зоговић     | Полимље   | 1           | 0                |
| 71       | Црна Гора | Огњен Касалица       | Пљевља    | 1           | 1                |
| 71       | Црна Гора | Јанко Булатовић      | Брсково   | 1           | 0                |
| 71       | Црна Гора | Милован Ћорић        | Брсково   | 1           | 0                |
| 71       | Црна Гора | Стефан Влаовић       | Брсково   | 1           | 0                |
| 71       | Црна Гора | Милош Оташевић       | Полимље   | 1           | 0                |
| 71       | Црна Гора | Бранко Вуковић       | ОФК Борац | 1           | 0                |
| 71       | Црна Гора | Балша Зејак          | Брсково   | 1           | 0                |
| 71       | Црна Гора | Марко Чукић          | Комови    | 1           | 0                |
| 71       | Црна Гора | Емил Адровић         | Петњица   | 1           | 0                |
| 71       | Црна Гора | Божо Тошић           | Пљевља    | 1           | 0                |
| 71       | Црна Гора | Петар Катић          | Полимље   | 1           | 0                |
| 71       | Црна Гора | Белмин Бектешевић    | Гусиње    | 1           | 0                |
| 71       | Црна Гора | Стефан Дајевић       | Пљевља    | 1           | 0                |
| 71       | Црна Гора | Арсеније Чепић       | Пљевља    | 1           | 0                |
| 71       | Црна Гора | Илхан Хоџић          | Ибар      | 1           | 0                |
| 71       | Црна Гора | Адел Муратовић       | Петњица   | 1           | 0                |
| 71       | Црна Гора | Лука Ђукић           | Брсково   | 1           | 0                |
| 71       | Црна Гора | Брајан Матановић     | Пљевља    | 1           | 0                |
| 71       | Црна Гора | Богослав Јокић       | Полимље   | 1           | 0                |
| 71       | Црна Гора | Петар Томовић        | Полимље   | 1           | 0                |
| 71       | Црна Гора | Лазар Кастратовић    | Комови    | 1           | 0                |
| 71       | Црна Гора | Милош Шћекић         | Комови    | 1           | 0                |
| 71       | Црна Гора | Елмин Личина         | Петњица   | 1           | 0                |
| 71       | Црна Гора | Едис Каналић         | ОФК Борац | 1           | 0                |
| 71       | Црна Гора | Милић Лабовић        | Комови    | 1           | 0                |
| 71       | Црна Гора | Дино Љуца            | ОФК Борац | 1           | 0                |
| 71       | Црна Гора | Александар Раонић    | Пљевља    | 1           | 0                |
| 71       | Црна Гора | Адис Пуповић         | Комови    | 1           | 0                |
| 71       | Црна Гора | Мирко Вуковић        | Пљевља    | 1           | 0                |
| 71       | Црна Гора | Никола Куч           | ОФК Борац | 1           | 2                |
| 71       | Црна Гора | Лазар Бајичић        | Петњица   | 1           | 0                |
| 71       | Црна Гора | Елдар Кољеновић      | Гусиње    | 1           | 0                |
| 71       | Црна Гора | Дарко Лабовић        | Комови    | 1           | 0                |
| 71       | Црна Гора | Белмин Куч           | Ибар      | 1           | 0                |